# 埃尔米尼奥·多内斯
埃尔米尼奥·多内斯（義大利語：Erminio Dones，1887年4月14日—1945年4月25日），意大利男子赛艇运动员。他曾代表意大利参加1920年夏季奥林匹克运动会赛艇比赛，获得男子双人双桨银牌。